# Dominicaanse peso
De peso is de munteenheid van de Dominicaanse Republiek. Eén peso is 100 centavo (¢).
De volgende munten worden gebruikt: 1, 5, 10 en 25 peso. Het papiergeld is beschikbaar in 20, 50, 100, 200, 500, 1000 en 2000 peso.
Vanaf 1542 werd in Santo Domingo muntgeld geproduceerd. In de begintijd waren dit vooral zilveren en bronzen Spaanse munten. In de loop van de tijd werden de Franse koloniale livre (XFCL), Spaanse escudo's (XESE) en het Britse pond sterling (GBP) gebruikt. De piastra gurda (HTT) werd gebruikt in de 18e en 19e eeuw en was gelijk aan één Mexicaanse piaster. De piastra gurda werd in 1814 opgevolgd door de zilveren gurda (HTS) met een verhouding van 1:1. Na de onafhankelijkheid van de Dominicaanse Republiek werd de zilveren peso (DOR) ingevoerd, tussentijds afgelost door de franco. In 1897 werd de Amerikaanse dollar officieel ingevoerd in een verhouding van 1:5 ten opzichte van de peso. In 1947/1948 werd de Amerikaanse dollar echter vervangen door de peso oro (DOP) in een verhouding van 1:1. Inmiddels heeft de inflatie voor een groot verschil met de Amerikaanse dollar gezorgd.